# Gabourey Sidibie
Gabourey Sidibe (/ˈɡæbəˌreɪ ˈsɪdɪˌbeɪ/ gab-Ə-ray-_-sid-I-bay; n. 6 mai 1983) este o actriță americană. Sidibe a făcut debutul in actorie in anul 2009 in filmul Precious, un rol care i-a adus o nominalizare Independent Spirit Award for Best Female Lead, si alte nominalizări pentru premiile Globul de Aur și Premiul oscar pentru cea mai bună actriță. Alte roluri de film includ Tower Heist (2011), White Bird in a Blizzard (2014) și Grimsby (2016).
Din 2010 până în 2013, ea a jucat un rolurile principale in serialele The Big C si în serialul de televiziune American Horror Story: Coven ca Queenie / American Horror Story: Freak Show ca Regina Ross, și mai târziu și-a reluat rolul ei ca Queenie în American Horror Story: Hotel. 

## Filmografie

### Film
| An   | Titlu                    | Rolul                     | Note  |
| ---- | ------------------------ | ------------------------- | ----- |
| 2009 | Precious                 | Clarisse "Precious" Jones |       |
| 2011 | Yelling to the Sky       | Ian Williams              |       |
| 2011 | Tower Heist              | Odesa Montero             |       |
| 2012 | Seven Psychopaths        | Barb                      |       |
| 2014 | White Bird in a Blizzard | Beth                      |       |
| 2014 | Life Partners            | Jen                       |       |
| 2014 | Top Five                 | Ea                        | Cameo |
| 2015 | Gravy                    | Winketta                  |       |
| 2016 | Grimsby                  | Banu                      |       |

### Televiziune
| An           | Titlu                                    | Rolul                          | Note                            |
| ------------ | ---------------------------------------- | ------------------------------ | ------------------------------- |
| 2010         | Saturday Night Live                      | Episod: "Gabourey Sidibe/MGMT" |                                 |
| 2010-13      | The Big C                                | Andrea Jackson                 | 30 de episoade                  |
| 2011         | Glenn Martin, DDS                        | Keisha (voce)                  | Episod: "Întâlnire cu Destinul" |
| 2011         | American Dad!                            | Episod: "Standy Pendergrass"   |                                 |
| 2012         | American Dad!                            | Episod: "Apa Calda"            |                                 |
| 2013-14      | American Horror Story: Coven             | Queenie                        | 12 episoade                     |
| 2013         | Brooklyn Nine-Nine                       | Episod: "De Criză"             |                                 |
| 2014         | American Horror Story: Freak Show        | Regina Ross                    | 3 episoade                      |
| 2015–prezent | Empire                                   | Becky Williams                 | 43 de episoade                  |
| 2015-17      | Difficult People                         | Denise                         | 12 episoade                     |
| 2016         | American Horror Story: Hotel             | Queenie                        | Episod: "Battle Royale"         |
| 2016         | Brad Neely's Harg Nallin' Sclopio Peepio | N/A                            | 10 episoade                     |
| 2016         | Drunk History                            | Ella Fitzgerald                | Episod: "Legende"               |
| 2017         | BoJack Horseman                          | Tamaara (voce)                 | Episod: "Vechiul Sugarman Loc"  |

## Premii și nominalizări
| Year | Nominated work               | Association                                          | Category                                                            | Result       |
| ---- | ---------------------------- | ---------------------------------------------------- | ------------------------------------------------------------------- | ------------ |
| 2009 | Precious                     | Alliance of Women Film Journalists                   | Best Actress                                                        | Nominalizare |
| 2009 | Precious                     | Alliance of Women Film Journalists                   | Best Bravest Performance                                            | Nominalizare |
| 2009 | Precious                     | Alliance of Women Film Journalists                   | Best Breakthrough Performance                                       | Nominalizare |
| 2009 | Precious                     | Alliance of Women Film Journalists                   | Best Ensemble Cast                                                  | Nominalizare |
| 2009 | Precious                     | Chicago Film Critics Association Awards              | Best Actress                                                        | Nominalizare |
| 2009 | Precious                     | Chicago Film Critics Association Awards              | Most Promising Newcomer                                             | Nominalizare |
| 2009 | Precious                     | Chicago International Film Festival                  | Best Breakthrough Performance                                       | Câștigat     |
| 2009 | Precious                     | Dallas–Fort Worth Film Critics Association Awards    | Best Actress                                                        | Nominalizare |
| 2009 | Precious                     | Detroit Film Critics Society Awards                  | Best Actress                                                        | Câștigat     |
| 2009 | Precious                     | Detroit Film Critics Society Awards                  | Breakthrough Performance                                            | Câștigat     |
| 2009 | Precious                     | Detroit Film Critics Society Awards                  | Best Ensemble                                                       | Nominalizare |
| 2009 | Precious                     | Florida Film Critics Circle Awards                   | Best Actress                                                        | Câștigat     |
| 2009 | Precious                     | Florida Film Critics Circle Awards                   | Breakout Award                                                      | Câștigat     |
| 2009 | Precious                     | Hollywood Film Festival                              | New Hollywood                                                       | Câștigat     |
| 2009 | Precious                     | Houston Film Critics Society Awards                  | Best Actress                                                        | Nominalizare |
| 2009 | Precious                     | National Board of Review                             | Breakthrough Female Performances                                    | Câștigat     |
| 2009 | Precious                     | Phoenix Film Critics Society Awards                  | Breakout Performance - On Camera                                    | Câștigat     |
| 2009 | Precious                     | Southeastern Film Critics Association Awards         | Best Actress                                                        | Nominalizare |
| 2009 | Precious                     | St. Louis Gateway Film Critics Association Awards    | Best Actress                                                        | Nominalizare |
| 2009 | Precious                     | Washington D.C. Area Film Critics Association Awards | Best Actress                                                        | Nominalizare |
| 2009 | Precious                     | Washington D.C. Area Film Critics Association Awards | Best Breakthrough Performance                                       | Câștigat     |
| 2009 | Precious                     | Washington D.C. Area Film Critics Association Awards | Best Ensemble                                                       | Nominalizare |
| 2009 | Precious                     | Women Film Critics Circle Awards                     | Best Young Actress                                                  | Câștigat     |
| 2010 | Precious                     | Academy Awards                                       | Best Actress                                                        | Nominalizare |
| 2010 | Precious                     | BAFTA Awards                                         | Best Actress in a Leading Role                                      | Nominalizare |
| 2010 | Precious                     | BET Awards                                           | Best Actress                                                        | Nominalizare |
| 2010 | Precious                     | Black Reel Awards                                    | Best Actress                                                        | Câștigat     |
| 2010 | Precious                     | Black Reel Awards                                    | Best Breakthrough Performance                                       | Câștigat     |
| 2010 | Precious                     | Black Reel Awards                                    | Best Ensemble                                                       | Câștigat     |
| 2010 | Precious                     | Boston Society of Film Critics Awards                | Best Actress                                                        | Nominalizare |
| 2010 | Precious                     | Boston Society of Film Critics Awards                | Best Cast                                                           | Câștigat     |
| 2010 | Precious                     | Broadcast Film Critics Association Awards            | Best Actress                                                        | Nominalizare |
| 2010 | Precious                     | Broadcast Film Critics Association Awards            | Best Cast                                                           | Nominalizare |
| 2010 | Precious                     | Dublin Film Critics Circle Award                     | Best Actress                                                        | Nominalizare |
| 2010 | Precious                     | Golden Globe Awards                                  | Best Actress – Motion Picture Drama                                 | Nominalizare |
| 2010 | Precious                     | Independent Spirit Awards                            | Best Female Lead                                                    | Câștigat     |
| 2010 | Precious                     | International Cinephile Society Award                | Best Actress                                                        | Nominalizare |
| 2010 | Precious                     | Iowa Film Critics Awards                             | Best Actress                                                        | Câștigat     |
| 2010 | Precious                     | Las Vegas Film Critics Society Awards                | Best Actress                                                        | Câștigat     |
| 2010 | Precious                     | MTV Movie Awards                                     | Best Breakout Star                                                  | Nominalizare |
| 2010 | Precious                     | NAACP Image Awards                                   | Outstanding Actress in a Motion Picture                             | Câștigat     |
| 2010 | Precious                     | Online Film Critics Society Awards                   | Best Actress                                                        | Nominalizare |
| 2010 | Precious                     | Satellite Awards                                     | Outstanding New Talent                                              | Câștigat     |
| 2010 | Precious                     | Screen Actors Guild Awards                           | Outstanding Performance by a Cast in a Motion Picture               | Nominalizare |
| 2010 | Precious                     | Screen Actors Guild Awards                           | Outstanding Performance by a Female Actor in a Leading Role         | Nominalizare |
| 2010 | Precious                     | Vancouver Film Critics Circle Awards                 | Best Actress                                                        | Nominalizare |
| 2012 | Seven Psychopaths            | Boston Society of Film Critics Awards                | Best Cast                                                           | Câștigat     |
| 2012 | The Big C                    | NAACP Image Awards                                   | Outstanding Supporting Actress in a Comedy Series                   | Nominalizare |
| 2013 | The Big C                    | NAACP Image Awards                                   | Outstanding Supporting Actress in a Comedy Series                   | Nominalizare |
| 2014 | American Horror Story: Coven | NAACP Image Awards                                   | Outstanding Actress in a Television, Miniseries or Dramatic Special | Nominalizare |

## Link-uri externe
- Gabourey Sidibie la Internet Movie Database